# اورنسه (شهر)
اورنسه (اسپانیایی: Orense) مرکز استان اورنسه اسپانیا است. جمعیت آن ۱۰۷٬۱۸۶ نفر و مساحتش ۸۵ کیلومتر مربع است.

## نگارخانه

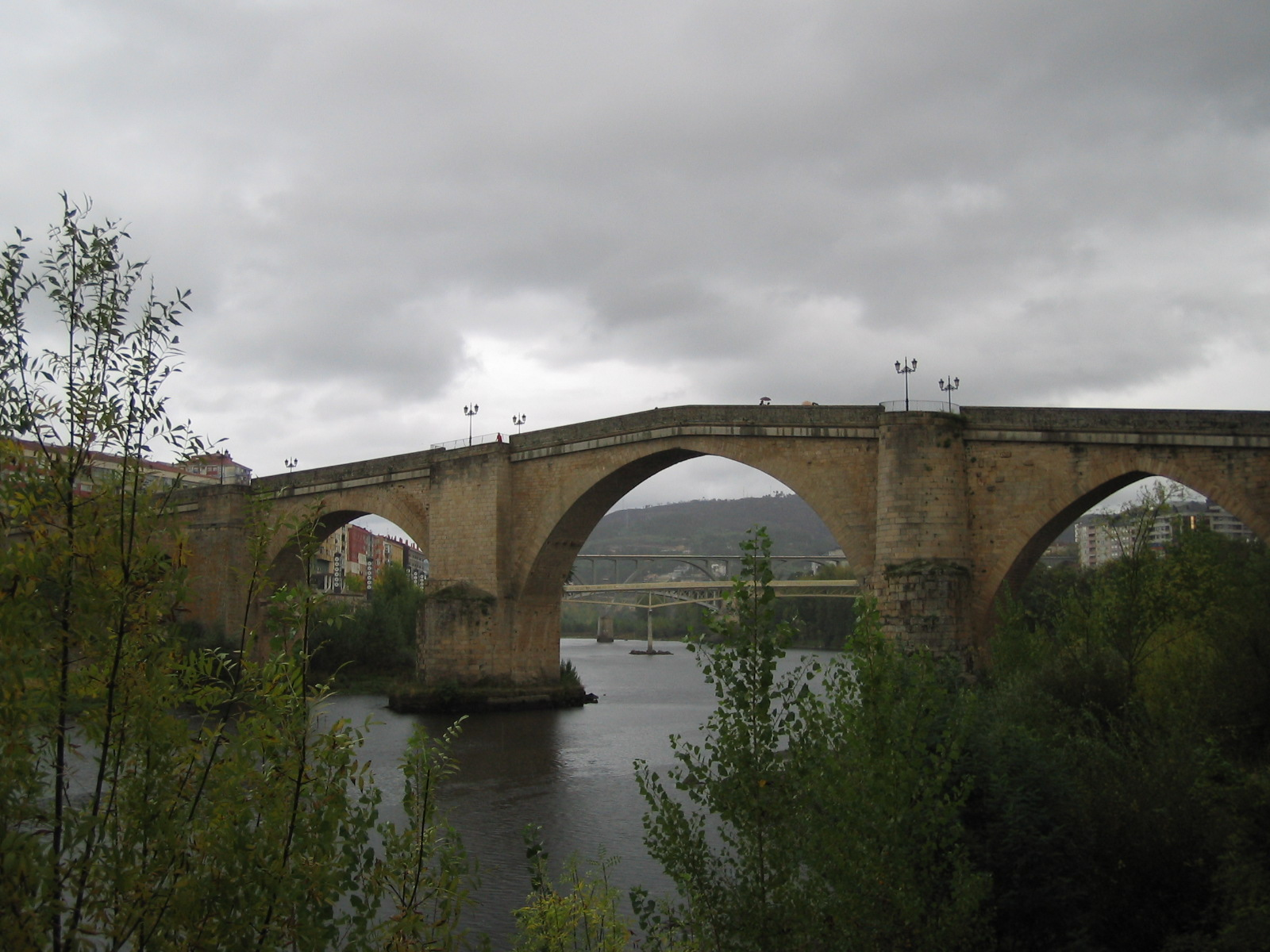
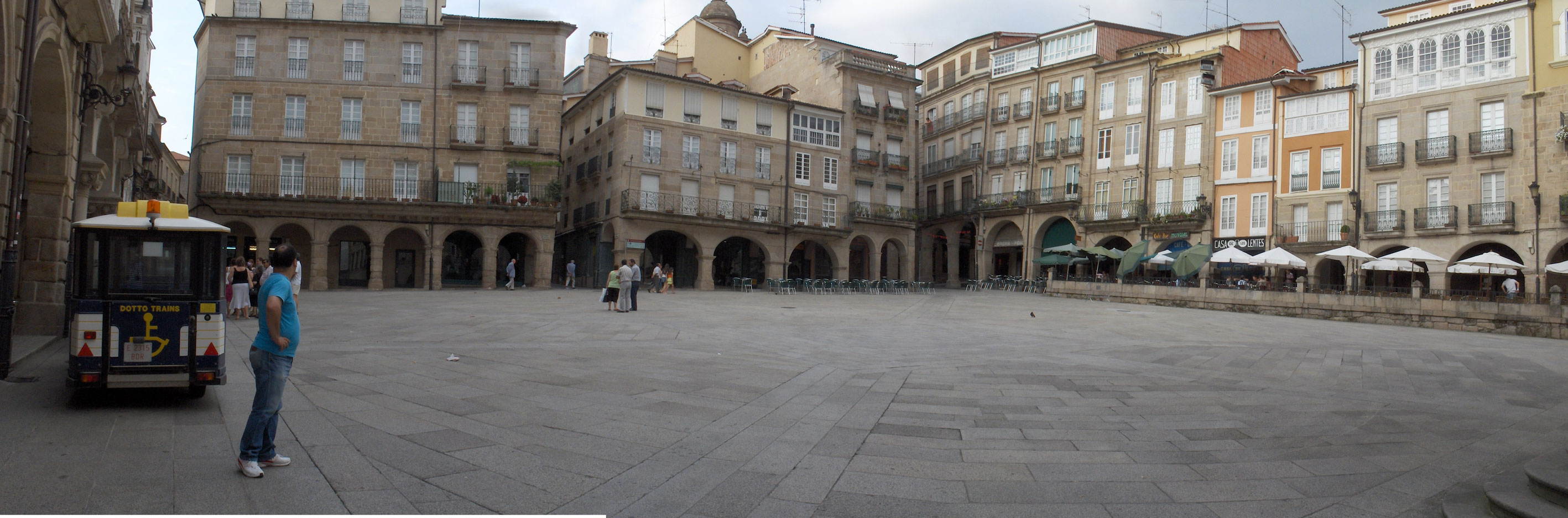
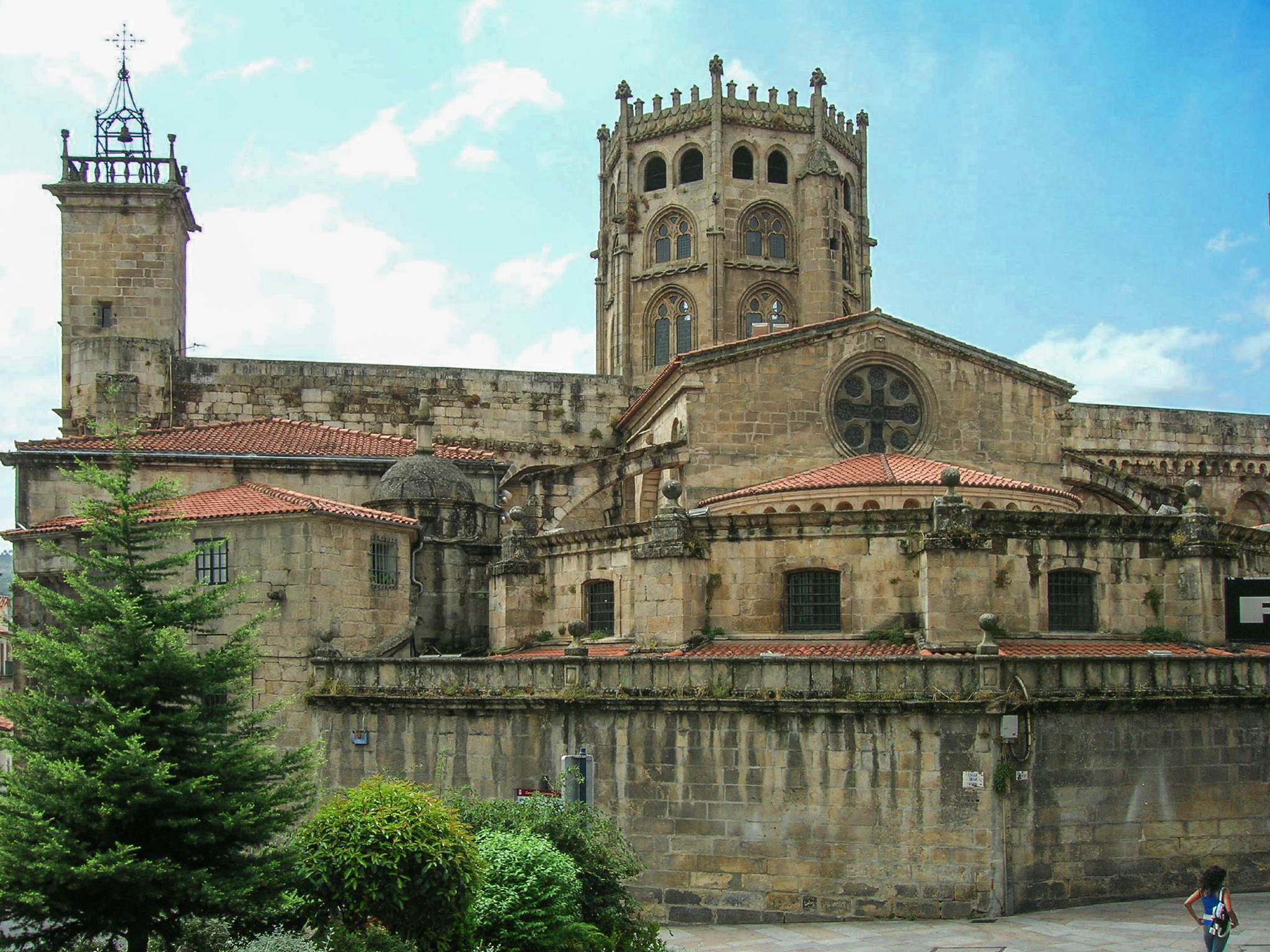
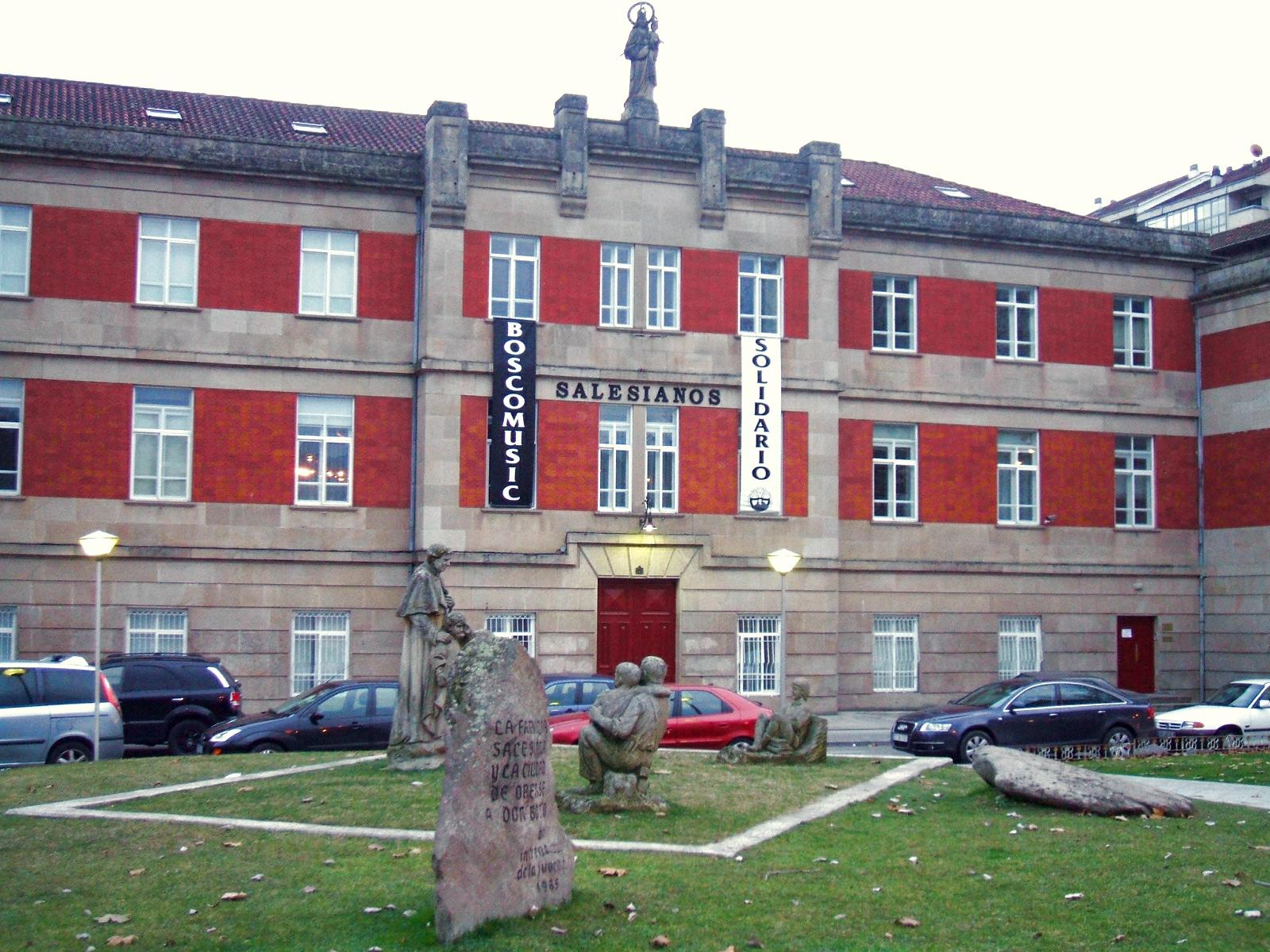